# 1902年10月31日日食
1902年10月31日日食是一次日偏食，發生於1902年10月31日。新月當天（即朔日），地球上觀測到月球和太阳的角距離極小，此時月球如果恰好在月球交點附近，穿過太阳和地球之間，與地球、太阳接近一直線，則會出現日食。由於月球偏北或偏南，本影及偽本影從地球以北或以南經過而未接觸地表，只有半影覆蓋了地球北端或南端部分區域，形成日偏食。此次日偏食月球偏北，出現在歐亞大陸的大部分。

## 日食概況

### 出現區域
該次日偏食可在北歐大陸部分、西欧東北部、中欧、南欧東北部、东欧、西亚東北半部、南亚中北部、中國除海南島、臺灣南端和東北角外的大部、朝鲜半岛除極東南端外的絕大部分、中南半島北部、俄國中西部（含今中亚）看到。

### 基本參數
- 類型：日偏食
- 食分最大處（位於俄國今克拉斯諾亞爾斯克邊疆區北部）資料：
  - 時間：1902年10月31日8:00:17
  - 地點：70°48′N 100°48′E / 70.8°N 100.8°E
  - 食分：0.6960（日食帶內最大）[3]

## 相關的日食

### 1898-1902年的日食
月球交替位於相對的月球交點時，以半個交點年（食年），即約177天又4小時間隔出現下列日食。
註：1898年1月22日的日全食、1898年7月18日的日環食和1899年1月11日的日偏食屬於上一組交點年系列。1902年4月8日的日偏食屬於下一組交點年系列。
| 升交點   | 升交點                    |          | 降交點                  | 降交點 |
| 沙羅周期 | 地圖                      | 沙羅周期 | 地圖                    |        |
| 111      | 1898年12月13日 偏食（南） | 116      | 1899年6月8日 偏食（北） |        |
| 121      | 1899年12月3日 環食        | 126      | 1900年5月28日 全食      |        |
| 131      | 1900年11月22日 環食       | 136      | 1901年5月18日 全食      |        |
| 141      | 1901年11月11日 環食       | 146      | 1902年5月7日 偏食（南） |        |
| 151      | 1902年10月31日 偏食（北） |          |                         |        |

### 沙羅周期
沙羅周期長度為18年11天。本次日食屬於沙羅周期151，共包含72次日食，依次為1776年8月14日至2083年2月16日的18次日偏食、2101年2月28日至2191年4月23日的6次日環食、2209年5月5日的1次全環食（亦稱混合食）、2227年5月16日至2912年7月6日的39次日全食、2930年7月17日至3056年10月1日的8次日偏食，總共歷時1280.14年。其中最長的全食發生於2840年5月22日，共持續5分41秒。
下表列舉了1901年至2100年間發生的屬於該周期的日食，是第8至18次：
| 8              | 9              | 10             |
| -------------- | -------------- | -------------- |
| 1902年10月31日 | 1920年11月10日 | 1938年11月21日 |
| 11             | 12             | 13             |
| 1956年12月2日  | 1974年12月13日 | 1992年12月24日 |
| 14             | 15             | 16             |
| 2011年1月4日   | 2029年1月14日  | 2047年1月26日  |
| 17             | 18             |                |
| 2065年2月5日   | 2083年2月16日  |                |

## 資料來源
1. ↑  樊忠玉. . 中国天文科普网.   [2016-04-05]. （原始内容存档于2014-09-17）.
2. ↑  Fred Espenak. . NASA Eclipse Web Site.   [2016-04-05]. （原始内容存档于2020-10-24）.（英文）
3. ↑  Fred Espenak. . NASA Eclipse Web Site.   [2016-04-05]. （原始内容存档于2020-11-01）.（英文）
4. ↑  Fred Espenak. . NASA Eclipse Web Site.（英文）

## 外部連結
- NASA日食專頁（页面存档备份，存于）（英文）
- 可見區域圖和時間統計：由弗雷德·埃斯佩納克做出的日食預報，NASA/GSFC
  - 貝塞爾元素

| \| \| 日食 \|                            |                               |                                           |
| 上一次日食： 1902年5月7日日食 （日偏食） | 1902年10月31日日食 （日偏食） | 下一次日食： 1903年3月29日日食 （日環食） |
| 上一次日偏食： 1902年5月7日日食          | 1902年10月31日日食 （日偏食） | 下一次日偏食： 1906年2月23日日食          |
|                                          | 日食                          |                                           |